# Opéra-rock
Genres associés
Arena rock, math rock, rock expérimental
Le terme opéra-rock, ou opéra rock, apparu dans les années 1960, peut désigner soit un album de rock dont les morceaux constituent la trame d'une histoire, soit une comédie musicale dont la musique est d'inspiration rock (également appelée comédie musicale rock). Des diversifications sont apparues avec le temps et incluent notamment metal opéra, punk-rock opéra et rap opéra (sans accent pour les versions en anglais : « opera »).

## Histoire
L'usage du terme apparaît le 4 juillet 1966 dans le magazine canadien RPM : « Bruce Cockburn et Mr. [William] Hawkins travaillent sur un opéra rock... ». Depuis, la qualification de premier album du genre est revenue à plusieurs œuvres, selon diverses sources :
Colin Fleming de The Atlantic identifie The Story of Simon Simopath (1967) du groupe psychédélique britannique Nirvana comme le premier opéra-rock. Neil Strauss du New York Times explique que S.F. Sorrow (1968) des Pretty Things est « généralement reconnu comme le premier opéra-rock ». Et bien que Pete Townshend nie s'être inspiré de S.F. Sorrow, la presse spécialisée compare Tommy à celui-ci. Mais selon Scott Mervis du Pittsburgh Post-Gazette, si Tommy, paru en 1969, n'est pas le premier opéra-rock, il est le premier à être unanimement considéré comme tel. Tommy inspirera On and On, un rap opéra des Fat Boys et American Idiot, le punk-rock opera de Green Day.
Si « opéras rock » et « albums concept » sont souvent confondus, ces derniers racontent plutôt une histoire qui peut s'étaler sur tout un album mais n'ont pas été conçus dans la même idée qu'un opéra rock, dont l'histoire est primordiale et préalable. Quelques exemples d'albums concepts : The Rise and Fall of Ziggy Stardust and the Spiders from Mars de David Bowie (1973), The Lamb Lies Down on Broadway de Genesis (1974), 2112 de Rush (1976), The Pros and Cons of Hitch Hiking de Roger Waters (1984).

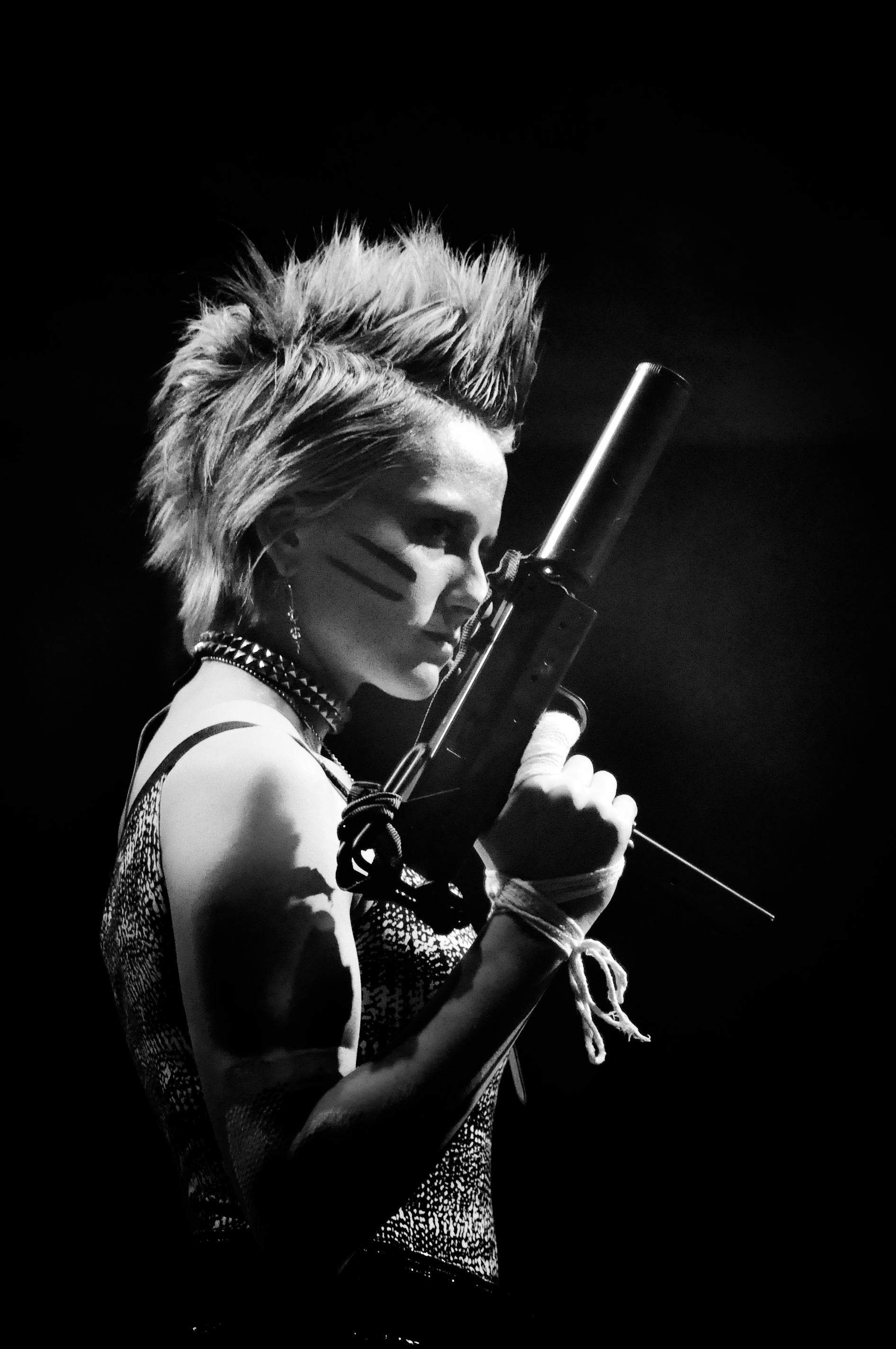
Un opéra-rock tchèque dans un lieu dédié à ce genre de spectacles, le RockOpera Praha.

## Albums
- Freak Out! de Frank Zappa (1966)
- S.F. Sorrow de The Pretty Things (1968)
- Ogdens' Nut Gone Flake de The Small Faces (1969)
- Tommy de The Who (1969)
- Arthur (Or the Decline and Fall of the British Empire) de The Kinks (1969)
- The Grand Wazoo de  Frank Zappa (1972)
- Quadrophenia de The Who (1973)
- Preservation Act 1 de The Kinks (1973)
- La Révolution française (1973)
- Preservation Act 2  de The Kinks (1974)
- A Night at the Opera de Queen (1975)
- Hamlet de Johnny Hallyday (1976)
- Funkentelechy Vs. the Placebo Syndrome de  Parliament (1977)
- Flash Rouge de Marc'O  avec Catherine Ringer (1978)
- Jeff Wayne's Musical Version of The War of The Worlds de Jeff Wayne (en) (1978)
- Joe's Garage de  Frank Zappa (1979)
- The Wall de Pink Floyd (1979)
- Dreams In Stone de Michel Berger (1982)
- Operation : Mindcrime de Queensrÿche (1988)
- God in Three Persons de The Residents (1988)
- Seventh Son of a Seventh Son de Iron Maiden (1988)
- Le Vaisseau de pierre de Tri Yann (1988)
- The Fall of the House of Usher de  Peter Hammill (1990/1999)
- Regards affligés sur la morne et pitoyable existence de Benjamin Trembley, personnage falot mais ô combien attachant de Pigalle (1990)
- The Crimson Idol de W.A.S.P. (1992)
- La Nuit de  Proton Burst (1995) - mise en musique de l'album de BD éponyme de Philippe Druillet
- Crimson de Edge of Sanity (1996)
- Excalibur : La Légende des Celtes d'Alan Simon (1998)
- Elodia de  Lacrimosa (1999)
- Metropolis Part 2: Scenes from a Memory de Dream Theater  (1999)
- Southern Rock Opera de Drive-By Truckers (2000)
- The Metal Opera de Avantasia[7]
- Snow de Spock's Beard (2002)
- La discographie de Coheed And Cambria (7 albums de 2002 à 2013 racontent l'histoire de The Amory Wars)
- Greendale de  Neil Young et Crazy Horse (2003)
- Crimson 2 de Edge of Sanity (2003)
- De-Loused in the Comatorium de  The Mars Volta (2003)
- American Idiot de Green Day (2004, premier « punk-rock opera »)
- The Human Equation de Ayreon (2004, l'un des plus célèbres « metal opera »)
- Tweedles!  de  The Residents (2005)
- The Black Parade de My Chemical Romance (2006, opéra-punk)
- Les Actes 1 à 5 de The Dear Hunter (2006 - 2016)
- Underclass Hero de Sum 41 (2007, punk-rock opera)
- Excalibur 2 : L'Anneau des Celtes d'Alan Simon  (2007)
- Ziltoid the Omniscient de Devin Townsend (2007)
- Nostradamus de Judas Priest (2008, metal opéra)
- 01011001 de Ayreon (2008)
- 21st Century Breakdown de  Green Day (2009, punk-rock opera)
- Aquarius de Haken (2010)
- Danger Days: The True Lives of the Fabulous Killjoys de My Chemical Romance (2010, opéra-punk)
- Visions de Haken (2011)
- Screaming Bloody Murder de Sum 41 (2011, punk-rock opera)
- Excalibur 3 : The Origins d'Alan Simon (2012)
- Jeff Wayne's Musical Version of The War of the Worlds – The New Generation (en) de Jeff Wayne (en) (2012)
- The Astonishing de Dream Theater (2016)
- A Black Mile to the Surface (en) de Manchester Orchestra (2017)
- Theater Of Sorcery de Avaland (2021, metal opéra)[8]
- The Legend Of The Storyteller de Avaland (2023, metal opéra)[8]

## Spectacles apparentés
- Hair de James Rado, Gerome Ragni et Galt MacDermot (1967)
- Tommy de The Who (1969)
- Jesus Christ Superstar de Tim Rice et Andrew Lloyd Webber (1970)
- The Rise and Fall of Ziggy Stardust and the Spiders from Mars de David Bowie (1972) et le film-concert dirigé par D. A. Pennebaker (1973)
- La Révolution française de Claude-Michel Schönberg et Alain Boublil (1973)
- The Rocky Horror Show de Richard O'Brien (1973) et le film culte The Rocky Horror Picture Show réalisé par Jim Sharman (1975)
- The Lamb Lies Down on Broadway de Peter Gabriel et Genesis (1974)
- Gomina de François Wertheimer, Jacques Mercier et Alain Suzan (1974)
- Starmania de Michel Berger et Luc Plamondon (1979)
- Quadrophenia de The Who (1979)
- La Légende de Jimmy de Michel Berger et Luc Plamondon (1991)
- Excalibur d'Alan Simon (1998, 2007, 2011)
- Borsalino de AlliuM (1998)
- Le Temps des Gitans d'Emir Kusturica (2007)
- Mozart, l'opéra rock (2009)
- Anne de Bretagne d'Alan Simon (2009)
- Le Rouge et le Noir (2016) adaptée du roman de Stendhal
- Viens avec moi - Les Hôtesses d'Hilaire (2018)